# Bansha no goku
Bansha no goku (lit. "prisão dos membros Bansha") refere-se à supressão ocorrida em 1839 de estudantes de ciência ocidental (rangaku) pelo shogunato do período Edo no Japão.
O incidente deve-se à critica da política de isolamento (sakoku), devido a ações como é exemplo o incidente de Morrison, quando um navio mercante americano desarmado teve que enfrentar um tiroteio por para das defesas do Japão, com a aplicação do edital para repelir os navios estrangeiros.
Entre aqueles que estavam sob o Bansha no goku podem ser citados Watanabe Kazan, Takano Choei e Koseki Sanei.